# Phòng thí nghiệm y tế

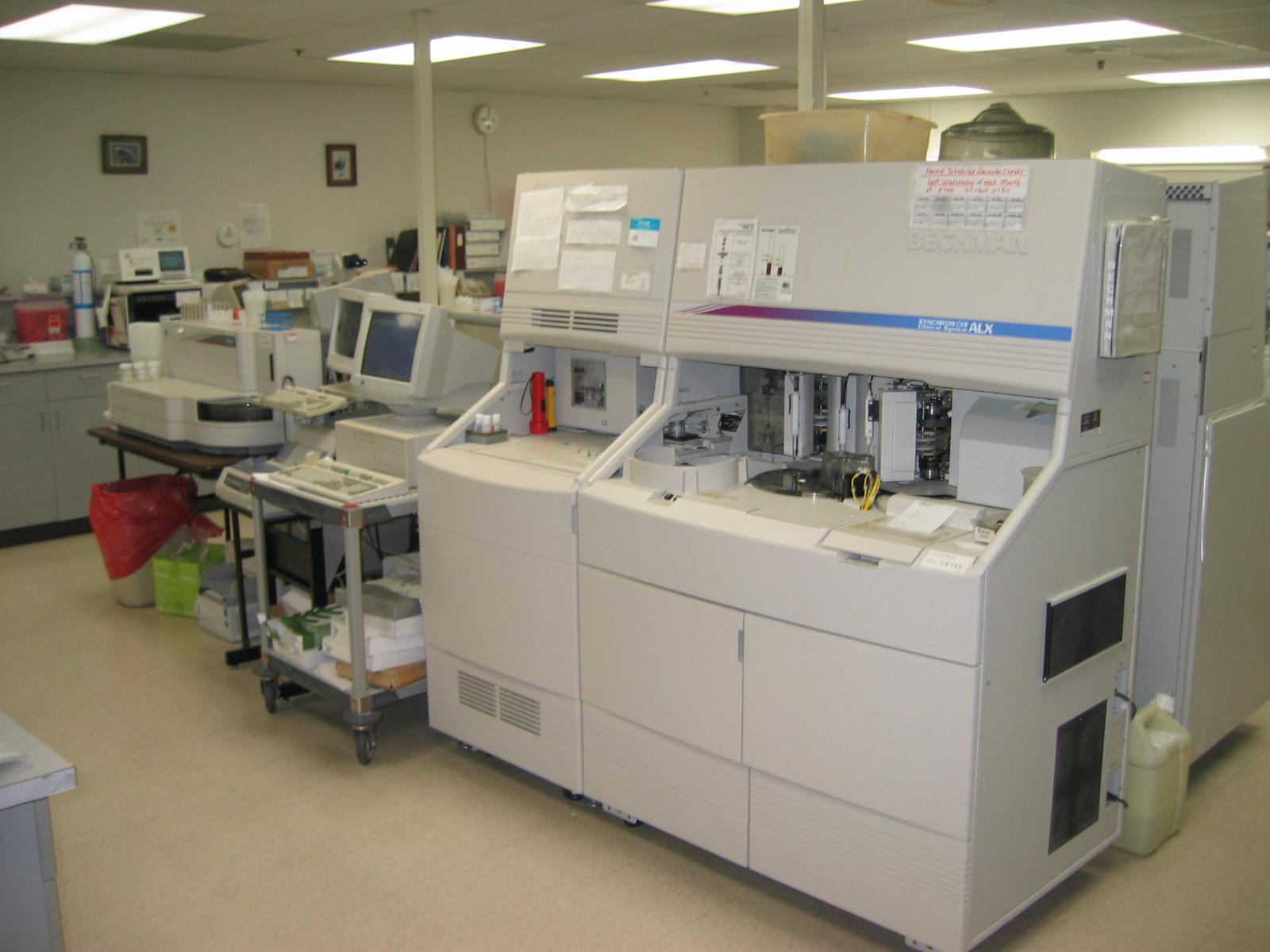
Phòng thí nghiệm lâm sàng trong môi trường Bệnh viện cho thấy một số máy phân tích tự động.

Phòng thí nghiệm y tế hoặc phòng thí nghiệm lâm sàng là phòng thí nghiệm nơi các xét nghiệm bệnh lý lâm sàng được thực hiện trên các mẫu bệnh phẩm để có được thông tin về sức khỏe của bệnh nhân để hỗ trợ chẩn đoán, điều trị và phòng ngừa bệnh.  Các phòng thí nghiệm y tế lâm sàng là một ví dụ về khoa học ứng dụng, trái ngược với các phòng thí nghiệm nghiên cứu tập trung vào khoa học cơ bản, như được tìm thấy trong một số tổ chức học thuật.
Các phòng thí nghiệm y tế khác nhau về kích thước và độ phức tạp và do đó cung cấp nhiều dịch vụ xét nghiệm.  Các dịch vụ toàn diện hơn có thể được tìm thấy trong các bệnh viện và trung tâm y tế cấp tính, nơi 70% các quyết định lâm sàng dựa trên xét nghiệm.  Các văn phòng bác sĩ và phòng khám, cũng như các cơ sở điều dưỡng và chăm sóc dài hạn có thể có các phòng thí nghiệm cung cấp các dịch vụ xét nghiệm cơ bản hơn.  Các phòng thí nghiệm y tế thương mại hoạt động như các doanh nghiệp độc lập và cung cấp thử nghiệm mà không được cung cấp trong các cài đặt khác do khối lượng thử nghiệm thấp hoặc phức tạp.

## Các phòng ban
Trong các bệnh viện và các cơ sở chăm sóc bệnh nhân khác, thuốc trong phòng thí nghiệm được cung cấp bởi Khoa Bệnh lý và thường được chia thành hai phần, mỗi phần sẽ được chia thành nhiều khu vực chuyên khoa.  Hai phần là:
- Bệnh lý giải phẫu: các lĩnh vực bao gồm ở đây là mô bệnh học, tế bào học và kính hiển vi điện tử.
- Bệnh lý lâm sàng, thường bao gồm các lĩnh vực sau:[5]
  - Vi sinh lâm sàng: Điều này bao gồm một số ngành khoa học khác nhau, bao gồm vi khuẩn học, virus học, ký sinh trùng, miễn dịch học và nấm học.[6]
  - Hóa học lâm sàng: Khu vực này thường bao gồm phân tích tự động các mẫu máu, bao gồm các xét nghiệm liên quan đến enzyme, độc tính và nội tiết.[7]
  - Huyết học: Khu vực này bao gồm phân tích tự động và thủ công các tế bào máu.  Nó cũng thường bao gồm đông máu.[8]
  - Ngân hàng máu liên quan đến việc xét nghiệm mẫu máu để cung cấp truyền máu và các dịch vụ liên quan.[9]
  - Chẩn đoán phân tử Xét nghiệm DNA có thể được thực hiện ở đây, cùng với một phân loài được gọi là tế bào học.[10]
  - Xét nghiệm sinh học sinh sản có sẵn trong một số phòng thí nghiệm, bao gồm phân tích tinh dịch, ngân hàng tinh trùng và công nghệ hỗ trợ sinh sản.

Bố trí của các phòng thí nghiệm lâm sàng trong các cơ sở y tế rất khác nhau giữa các cơ sở.  Ví dụ, một số cơ sở y tế có một phòng thí nghiệm duy nhất cho phần vi sinh, trong khi những cơ sở khác có phòng thí nghiệm riêng cho từng khu vực chuyên khoa. 

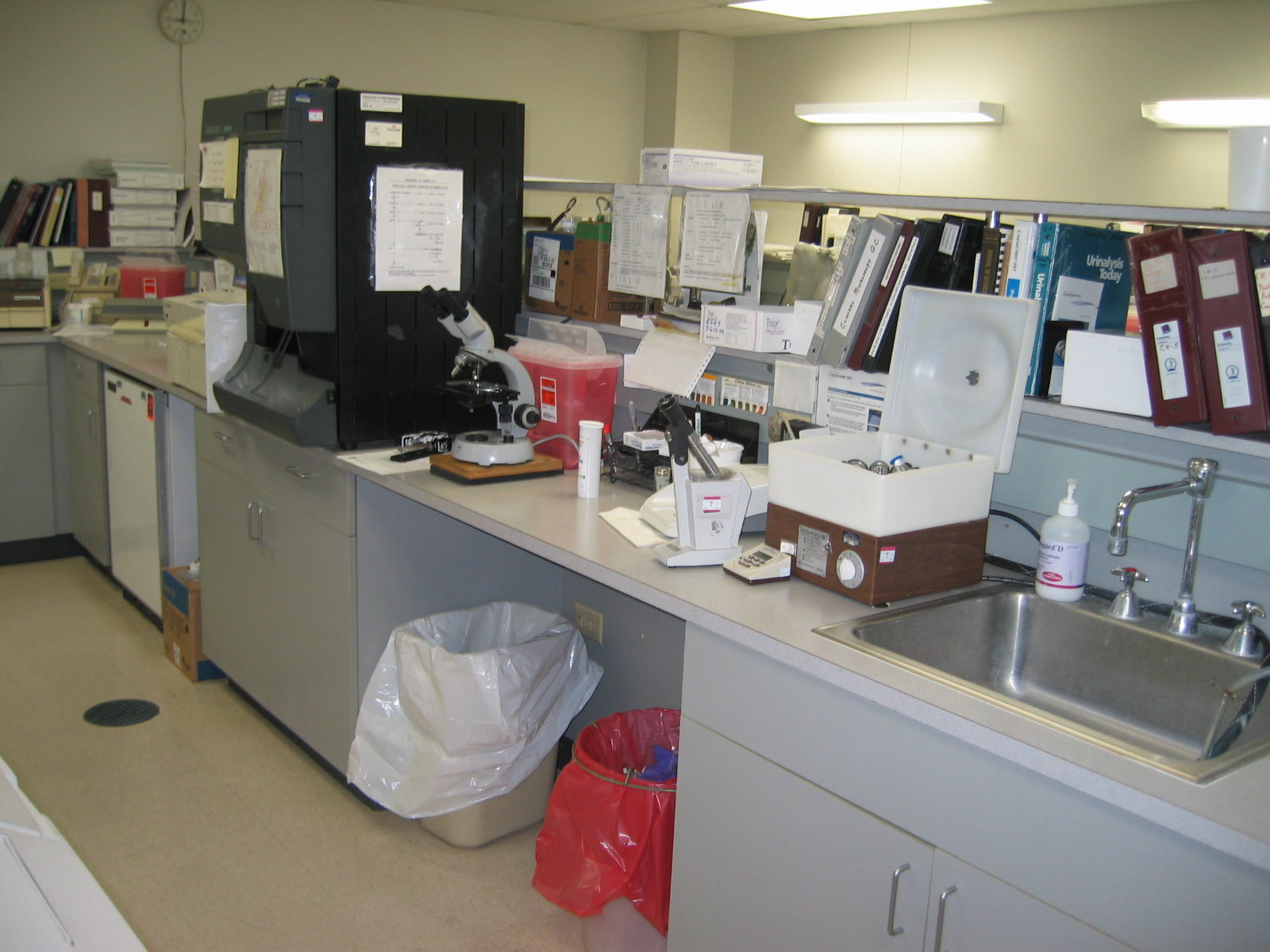
Thiết bị thí nghiệm huyết học (máy phân tích màu đen) và phân tích nước tiểu (bên trái của máy ly tâm mở).

Sau đây là một ví dụ về phân tích điển hình về trách nhiệm của từng khu vực:
- Vi sinh vật bao gồm nuôi cấy các mẫu bệnh phẩm, bao gồm phân, nước tiểu, máu, đờm, dịch não tủy và dịch bao hoạt dịch, cũng như các mô bị nhiễm bệnh.  Công việc ở đây chủ yếu liên quan đến các nền văn hóa, để tìm kiếm các mầm bệnh nghi ngờ, nếu được tìm thấy, được xác định thêm dựa trên các xét nghiệm sinh hóa.  Ngoài ra, kiểm tra độ nhạy được thực hiện để xác định xem mầm bệnh có nhạy cảm hay kháng với một loại thuốc được đề xuất hay không.  Kết quả được báo cáo với (các) sinh vật được xác định và loại và số lượng thuốc nên được kê đơn cho bệnh nhân.
- Ký sinh trùng là nơi mẫu vật được kiểm tra ký sinh trùng.  Ví dụ, các mẫu phân có thể được kiểm tra bằng chứng về ký sinh trùng đường ruột như sán dây hoặc giun móc.
- Virus học có liên quan đến việc xác định virus trong các mẫu vật như máu, nước tiểu và dịch não tủy.
- Huyết học phân tích mẫu máu toàn phần để thực hiện công thức máu toàn phần, và bao gồm kiểm tra phim máu.  Các xét nghiệm chuyên ngành khác bao gồm số lượng tế bào trên các chất dịch cơ thể khác nhau.
- Xét nghiệm đông máu xác định thời gian đông máu khác nhau, các yếu tố đông máu và chức năng tiểu cầu.
- Sinh hóa lâm sàng thường thực hiện hàng chục xét nghiệm khác nhau trên huyết thanh hoặc huyết tương.  Các xét nghiệm này, chủ yếu là tự động, bao gồm kiểm tra định lượng cho một loạt các chất, chẳng hạn như lipid, đường trong máu, enzyme và hormone.
- Chất độc chủ yếu tập trung vào thử nghiệm cho dược phẩm và thuốc giải trí.  Mẫu nước tiểu và máu là mẫu vật phổ biến.
- Miễn dịch học / Serology sử dụng quá trình tương tác kháng nguyên-kháng thể như một công cụ chẩn đoán.  Khả năng tương thích của các cơ quan cấy ghép cũng có thể được xác định với các phương pháp này.
- Miễn dịch huyết học, hoặc ngân hàng máu xác định các nhóm máu và thực hiện kiểm tra khả năng tương thích trên máu của người hiến và người nhận.  Nó cũng chuẩn bị các thành phần máu, dẫn xuất và các sản phẩm để truyền máu.  Khu vực này xác định nhóm máu và tình trạng Rh của bệnh nhân, kiểm tra kháng thể đối với các kháng nguyên phổ biến được tìm thấy trên các tế bào hồng cầu và kết hợp chéo các đơn vị âm tính với kháng nguyên.
- Xét nghiệm nước tiểu xét nghiệm nước tiểu cho nhiều phân tích, bao gồm cả kính hiển vi.  Nếu cần định lượng chính xác hơn các hóa chất nước tiểu, mẫu thử được xử lý trong phòng thí nghiệm sinh hóa lâm sàng.
- Mô bệnh học xử lý mô rắn loại bỏ khỏi cơ thể (sinh thiết) để đánh giá ở cấp độ hiển vi.
- Tế bào học kiểm tra phết tế bào từ khắp nơi trên cơ thể (chẳng hạn như từ cổ tử cung) để tìm bằng chứng viêm, ung thư và các tình trạng khác.
- Chẩn đoán phân tử bao gồm các xét nghiệm chuyên ngành liên quan đến phân tích DNA.
- Di truyền học tế bào liên quan đến việc sử dụng máu và các tế bào khác để tạo ra một DNA karyotype.  Điều này có thể hữu ích trong các trường hợp chẩn đoán trước sinh (ví dụ  Hội chứng Down) cũng như trong một số bệnh ung thư có thể được xác định bởi sự hiện diện của nhiễm sắc thể bất thường.
- Bệnh lý phẫu thuật kiểm tra các cơ quan, tay chân, khối u, thai nhi và các mô khác được sinh thiết trong phẫu thuật như thủ thuật vú.